# Гаванский бишон
Гаванский бишон, или  гаванская болонка, или хаванез (исп. bichón habanero), — порода собак группы болонок, по международной классификации входит в группу 9 «Декоративные собаки и собаки-компаньоны» под № 250.

## Происхождение
Гаванский бишон происходит от ныне вымерших Blanquito de la Habana, которые, в свою очередь, произошли от ныне вымерших Bichon Tenerife, завезенных на Канарские острова кубинцами. Считают, что Blanquito постепенно скрещивались с другими типами болонок, в том числе с пуделями, чтобы получилось то, что сейчас известно как Гаванец. Гаванский бишон — это национальная собака Кубы.

## Описание

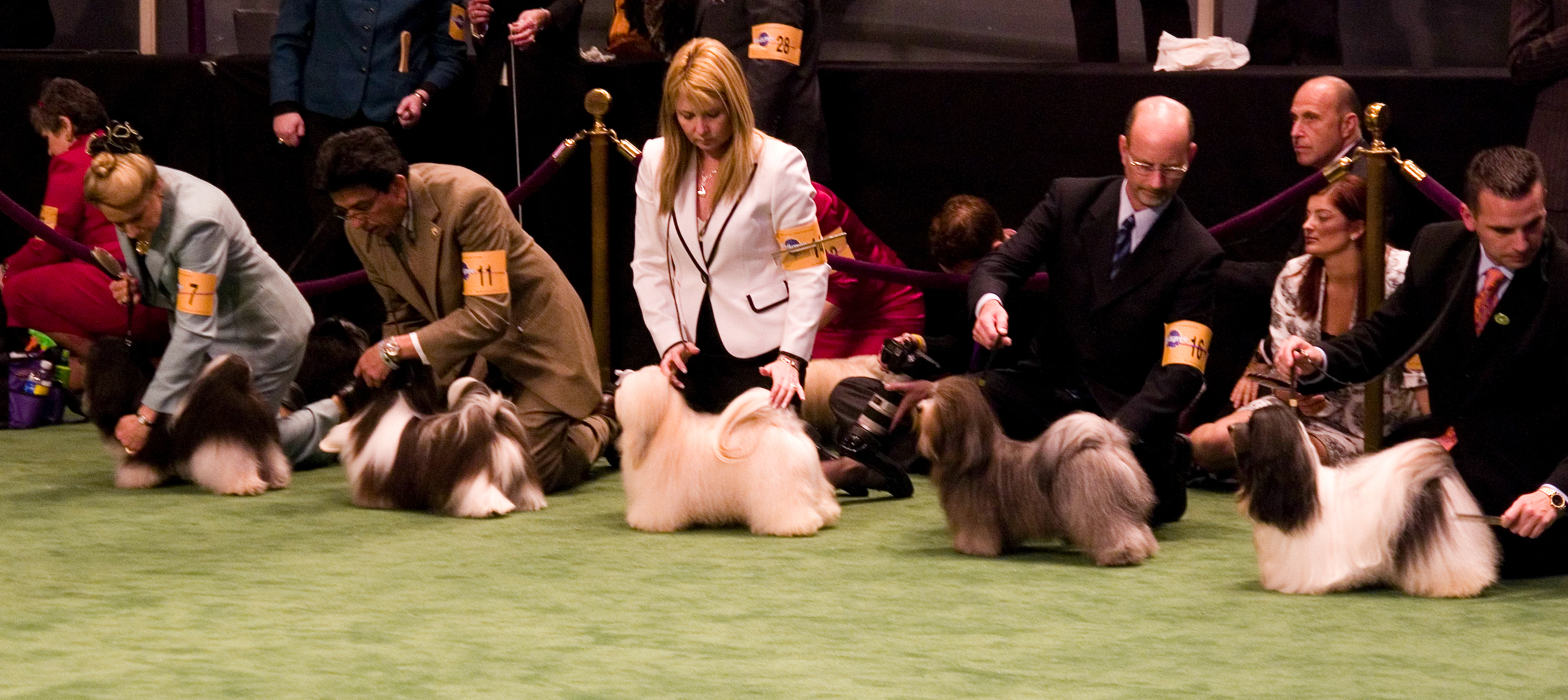
Сравнение хаванезов на выставке WKC

Общий вид: Гаванец имеет небольшие размеры и крепкое телосложение, короткие ноги, ниспадающие уши, его хвост кольцом возносится над спиной. Шерсть обильная, длинная, шелковистая и бывает разного цвета. Гаванец имеет энергичный и любопытный характер и отличается упругой походкой, особенностью, которая отличает породу от всех остальных.
Окрас: Редко полностью чисто белый, палевый в разных его оттенках (возможно небольшое почернение), чёрный, коричневый, табачный цвет, красновато-коричневый цвет. Возможно смешение указанных цветов.

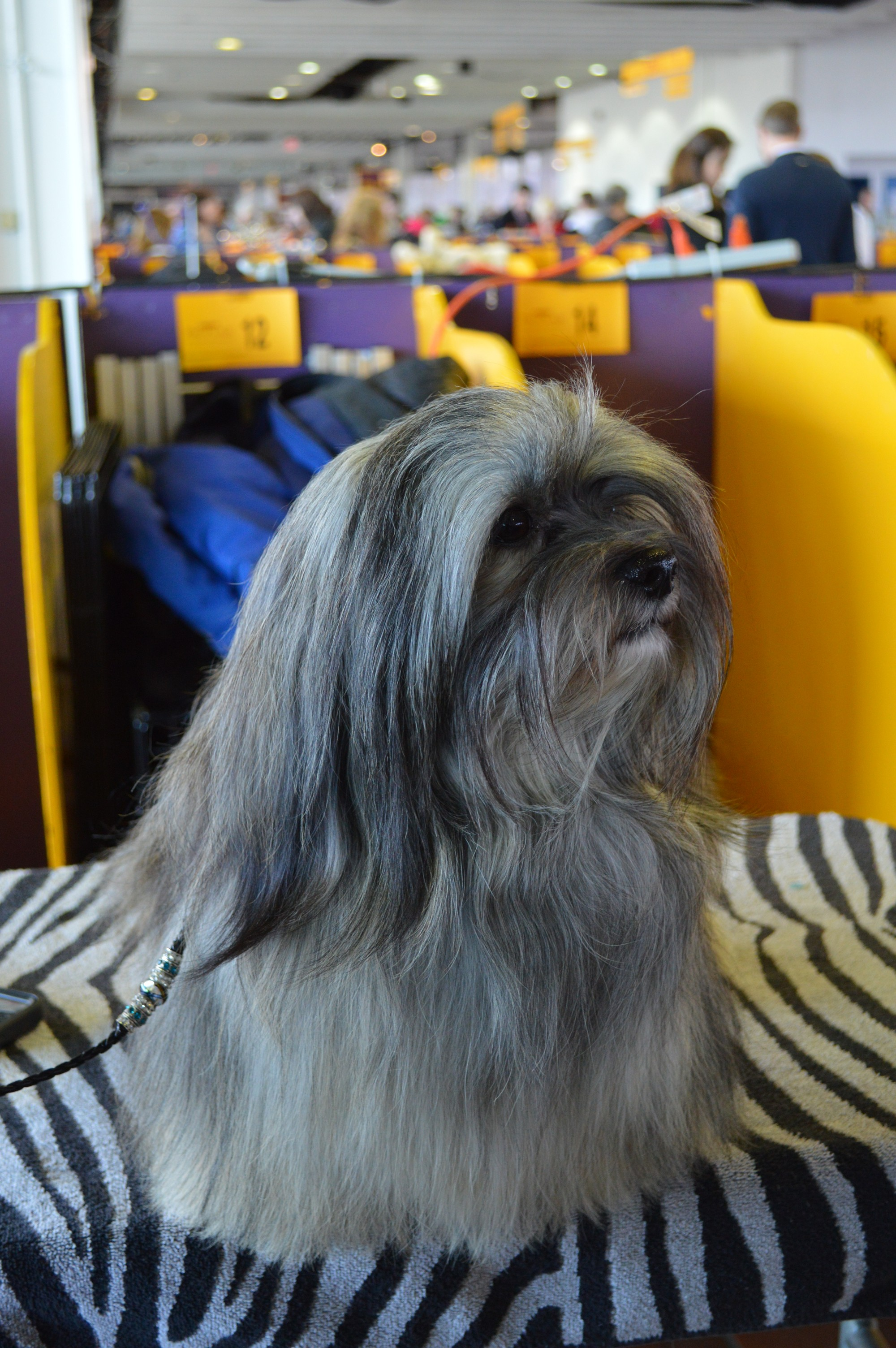
Гаванский бишон в выставочном грумминге

Размер: Высота в холке: с 23 до 27 см. Допускается: от 21 до 29 см.
Вес: от 3 до 5,5 кг.
Важные пропорции:
- Длина морды (от кончика носа до его основания) равна расстоянию между основанием носа и затылочным бугром. Соотношение между длиной тела (измеренной от плеча до ягодицы) и высотой в холке — 4 / 3.
- Голова: средней длины, соотношения между длиной головы и туловища (измеренной от холки до основания хвоста) — 3 / 7.

## Характер
Исключительно умный, он легко поддается дрессировке в качестве сигнальной собаки. Ласковый и весёлый характер делает гаванца идеальным домашним животным для семьи. Он любит детей и может играть с ними бесконечно. Он хорошо адаптируется практически к любой среде, и его единственным желанием является быть со своими спутниками — людьми. Из-за сильной социальной потребности гаванцу не будет комфортно в среде, где он изолирован от людей в течение нескольких часов каждый день.

## Здоровье
Гаванцы, как правило, здоровые и крепкие, с относительно небольшим количеством серьезных проблем со здоровьем. Средняя продолжительность жизни от 14 до 16 лет. Породные организации, такие как Клуб Хаванезов Америки, следят за генетическими проблемами, чтобы предотвратить распространение в породе.
Гаванцы страдают в основном от вывиха коленной чашечки, заболеваний печени, болезней сердца, катаракты и дисплазии сетчатки. Также могут иметь проблемы с излишними слезными выделениями из глаз, особенно заметные на белых или светлых окрасах.